# Laila Friis-Salling
Laila Friis-Salling (født 11. april 1985) er en grønlandsk freestyle skiløber.
Laila Friis-Salling blev kvalificeret til vinter-OL 2018 i Pyeongchang, Sydkorea i disciplinen halfpipe for damer.
Friis-Salling deltog i sæson 15 af Vild med dans, hvor hun dansede med den professionelle danser Morten Kjeldgaard.

## Privat
Friis-Salling er datter af den tidligere politiker Augusta Salling og fisker og erhvervsmand Jens Kristian Friis-Salling.
Privat danner hun par med Mads Madsen. Parret venter barn til maj 2020. Deres datter blev født den 29. april 2020.